# エイプリル・デイヴィッズ
エイプリル・デイヴィッズ（April Davids、1990年12月 - ）は、イギリスの女子プロレスラー。イングランド・ウィガン出身。フリーランスながらプロレスリングEVEを主戦場として活動している。

## 経歴
2007年デビュー。Future Shock Wrestling（FSW）を主戦場とする。
2010年5月8日、EVE初参戦。以来EVEを主戦場とする。
2011年にアイスリボンがEVEと対抗戦を行うのに先駆け、大学の夏休みを利用して初来日し、7月13日の道場マッチで日本デビュー。デビューしたばかりの長野ドラミとシングルで対戦し勝利。
2012年1月、FSW女子王座獲得。
3月、アイスリボンに再来日。30日の19時女子プロレスより参戦している。REINAへの参戦も予定していたが、体調不良のため欠場。

## 獲得タイトル
- FSW女子王座

## 得意技
- ダブルアーム・スープレックス